# MDN1
MDN1‏ (Midasin AAA ATPase 1) هوَ بروتين يُشَفر بواسطة جين MDN1 في الإنسان.<ref name="entrez">